# Девід Бейкер
Девід Бейкер (нар. 6 жовтня 1962 року, Сіетл, штат Вашингтон, США) — американський біохімік та комп'ютерний біолог, який започаткував методи конструювання білків і передбачення їх тривимірної структури. Дослідник Медичного інституту Говарда Г'юза та ад'юнкт-професор наук про геном, біоінженерії, хімічної інженерії, комп'ютерних наук і фізики в Університеті Вашингтона. Лауреат Нобелівської премії з хімії 2024 року за роботу з обчислювального дизайну білка спільно з Демісом Гассабісом та Джоном Джампером.
Програми штучного інтелекту, які розробив Бейкер значною мірою розв'язали проблему передбачення структури білка. Бейкер є членом Національної академії наук Сполучених Штатів і директором Інституту дизайну білка Вашингтонського університету. Він є співзасновником понад десяти біотехнологічних компаній і був включений до списку 100 найвпливовіших людей у галузі охорони здоров'я журналу Time у 2024 році.

## Життєпис
Бейкер народився в Сіетлі, штат Вашингтон, 6 жовтня 1962 року. Він здобув ступінь бакалавра в Гарвардському університеті в 1984 році та ступінь доктора біохімії в Каліфорнійському університеті в Берклі в 1989 році в лабораторії Ренді Шекмана, де він працював переважно над транспортуванням білка. У 1993 році він закінчив докторантуру з біофізики в Каліфорнійському університеті в Сан-Франциско.
Бейкер приєднався до факультету біохімії Медичної школи Університету Вашингтона викладачем у 1993 році. У 2000 році він став дослідником Медичного інституту Говарда Хьюза. Бейкер був обраний членом Американської академії мистецтв і наук у 2009 році. Він одружений на Ханнеле Руохола-Бейкер, ще одному біохіміку з UW. У них двоє дітей.

## Дослідження
Незважаючи на те, що Бейкер відомий перш за все розробкою обчислювальних методів для прогнозування та проєктування структур і функцій білків, Бейкер підтримує активну групу експериментальної біохімії. Автор понад 600 наукових праць.
Група Бейкера розробила алгоритм Розетти для прогнозування структури білка з перших причин, який було розширено в інструмент для проєктування білка, проєкт розподілених обчислень під назвою Rosetta@Home і комп'ютерну гру Foldit. Бейкер працював директором Rosetta Commons, консорціуму лабораторій і дослідників, які розробляють програмне забезпечення для прогнозування та проєктування біомолекулярної структури. Група Бейкера регулярно бере участь у змаганнях з прогнозування структури CASP, спеціалізуючись на методах ab initio, включаючи як ручні, так і автоматизовані варіанти протоколу Rosetta.
Група Бейкера також активно працює в галузі білкового дизайну ; вони відомі тим, що розробили Top7, перший штучний білок із новою складкою.
Бейкер був співзасновником кількох біотехнологічних компаній, зокрема Prospect Genomics, яку придбала дочірня компанія Eli Lilly у 2001 році, Icosavax, яку придбала AstraZeneca у 2023 році, Sana Biotechnology, Lyell Immunotherapeutics і Xaira Therapeutics.

## Нагороди
За свою роботу зі згортання білків Бейкер здобув численні нагороди, включно з премією Овертона (2002), міжнародною премією Саклера з біофізики (2008), премією Вайлі (2022) та BBVA Foundation Нагорода Frontiers of Knowledge Award у категорії «Біологія та біомедицина» (2022)
За свою роботу з білкового дизайну Бейкер отримав премію Ньюкомба Клівленда (2004), Премія Фейнмана з нанотехнологій (2004), та Премія за прорив у науках про життя (2021).
У 2024 році Бейкер став лауреатом Нобелівської премії з хімії «за обчислювальний дизайн білків».

## Публічні виступи
У квітні 2019 року Бейкер виступив із доповіддю TED під назвою «5 проблем, які ми можемо розв'язати, розробляючи нові білки» на TED2019 у Ванкувері, Канада.